# Spekulace
Spekulace (latinsky speculatio = „zkoumání“, „pátrání“) je filosofická myšlenková metoda spočívající ve formulaci teorií či poznatků tam, kde je není možno ověřovat smyslovým poznáváním.
V přeneseném smyslu se slovo používá jako označení pro tvrzení, která nejsou podložena zkušeností, často v pejorativním smyslu.